# AWeb
AWeb ist ein freier (AWeb Public License) Webbrowser für Amiga-Systeme und MorphOS. Unterstützt wird ein großer Teil von HTML 4.01 und JavaScript 1.5 sowie SSL. Unterstützung für Cascading Style Sheets (CSS) fehlt.
Geplant ist, für Amiga-Systeme in Zukunft einen Browser zur Verfügung zu stellen, der ebenso wie Apple Safari und der Konqueror auf KHTML aufbaut.
Siehe auch: Liste von Webbrowsern